# Gutterdämmerung
Pour plus de détails, voir Fiche technique et Distribution.
Gutterdämmerung est un film musical américain réalisé par Björn Tagemose en 2016, présenté comme « le film muet le plus bruyant jamais réalisé ». Le film présente une bande son fournie par un groupe de rock enregistré en conditions live et met en vedette quelques grands noms du rock : Iggy Pop, Grace Jones, Henry Rollins, Lemmy, Nina Hagen, Tom Araya, Slash, Jesse Hughes et Josh Homme et Justice.
Le film est réalisé en noir et blanc, dans la tradition du film muet classique de Hollywood dans les années 1920, à ceci près qu'à la place de la musique au piano accompagnant les films muets classiques, la bande son est martelée par un groupe de rock enregistré en live.

## Synopsis
L'intrigue se déroule dans un cadre religieux et se concentre sur « la guitare maléfique du Diable », retirée du monde par l'être suprême, dans une ère néo-puritaine où le rock 'n' roll a été relégué à l'histoire. Grace Jones joue le Diable, régissant la testostérone des masses maléfiques du rock 'n' roll. Henry Rollins incarne le prêtre puritain Svengali. Iggy Pop incarne un ange punk rock nommé Vicious, envoyé sur Terre pour tester l'humanité et mettre le feu au monde.

## Distribution
- Iggy Pop : Vicious
- Grace Jones : Death / The Devil
- Henry Rollins : Priest Svengali
- Lemmy : General
- Nina Hagen
- Tom Araya : the burning man
- Slash : The Thief
- Olivia Vinall  : Juliette
- Jesse Hughes : Bounty Hunter
- Josh Homme (crédité en tant que Joshua Homme)
- Mark Lanegan : Gravedigger
- Thomas Law : Pete the Mod
- Laurie Kynaston : The Kid
- Hilde Van Mieghem : Sœur Geraldine
- Enoch Frost : Voodoo Leader
- Kirstie Oswald : Sœur Gentile
- Tuesday Cross : Billy (Tight bassist)
- Volbeat (groupe)
- Justice (groupe)